# Nazik al-Abid
Nazik Khatim al-'Abid Bayhum (em árabe: نازك العابد) ficou conhecida como a "Joana d'Arc dos Árabes" , era activista dos direitos das mulheres e criticava o colonialismo otomano e francês na Síria.  Foi a primeira mulher a ganhar um posto no Exército Sírio graças ao seu papel na formação da Sociedade Estrela Vermelha, uma pioneira do Movimento Internacional da Cruz Vermelha e do Crescente Vermelho, durante a batalha de Maysalun. Lutou pela independência nacional e pelo direito das mulheres a trabalharem e a votarem na Síria. 

## Activismo

### Contra oImpério Otomano
Abid participou activamente no movimento sufragista e na resistência à ocupação otomana da Síria. Durante o  durante o movimento de mulheres sírias de 1919, escreveu vários artigos, sobre o movimento, para jornais de Damasco sob um pseudónimo masculino. 
Em 1941, criou um grupo que tinha como objectivo defender os direitos das mulheres, consequentemente foi exilada para o Cairo pelas autoridades otomanas, onde permaneceu até o colapso do Império Otomano em 1918.  Em 1919, Abid fundou a sociedade e revista Nur al-Fayha ' (Luz de Damasco) e, mais tarde, em 1922, uma escola com o mesmo nome que oferecia cursos de inglês e costura para jovens que haviam ficado órfãs devido à guerra.  

### Contra a ocupação francesa da Síria
No papel de representante de uma delegação de mulheres à Comissão King-Crane, Abid falou com diplomatas americanos sem véu para mostrar o seu interesse num governo secular na Síria e para testemunhar contra a ocupação francesa. 
Em 1920, fundou a Associação Estrela Vermelha, uma das primeiras formas da Sociedade do Crescente Vermelho, e foi premiada com o posto de "presidente honorário" do Exército Sírio pelo Príncipe Faysal.  Abid liderou as enfermeiras da Estrela Vermelha, na guerra do Exército Sírio contra as forças francesas, durante a Batalha de Maysalun em Julho de 1920. Apesar de ter sido envida para o exílio pelo governo francês, depois da derrota do exército sírio, Abid foi considerada uma heroína nacional e começou a ser chamada de Joana d'Arc da Síria.  Como a primeira mulher general na Síria, ela foi fotografada em uniforme militar e sem um hijab, mas voltou a usar um véu após protestos dos conservadores. 
O governo francês concedeu-lhe amnistia em 1921 e regressou à Síria, com a condição de evitar a política.  Chegada a Damasco fundou a escola Luz de Damasco. Esta foi considerada uma ameaça pelas agências e programas humanitários franceses por supostamente competir com eles na obtenção de recursos, consequentemente as autoridades francesas ameaçaram prendê-la e ela fugiu da Síria para o Líbano. 

### Direitos das mulheres
Em 1933, fundou a Niqâbat al-Mar'a al-'Amila (Sociedade das Mulheres Trabalhadoras), que debruçava-se sobre as questões trabalhistas em nome das mulheres na Síria, defendendo a sua libertação económica como meio de libertação política para as mulheres.  :73

## Vida pessoal
Abid nasceu numa família influente de Damasco.  O pai, Mustafa al-Abid, era um aristocrata que estava encarregado de assuntos administrativos em Kirk e mais tarde como enviado diplomático a Mossul do sultão otomano Abdulhamid II. Era sobrinha de Ahmad Izza al-Abid que era juiz e conselheiro do sultão.  Enquanto morou na Turquia, aprendeu várias línguas em escolas turcas, americanas e francesas. Durante 10 anos, a família viveu exilada no Egipto devido à Revolução dos Jovens Turcos em 1908.  
Em 1922, após ter estado exilada no Líbano, conheceu e casou-se com o intelectual e político árabe Muhammad Jamil Bayhum. 

## Homenagens
Em 2011 foi lançado um selo postal com a sua cara.
É uma das mulheres biografadas no livro Destemidas (Les Culottées), da ilustradora Pénélope Bagieu que foi adaptada para a televisão com o mesmo nome e transmitida em canais televisivos de vários países, nomeadamente: França, Itália e Portugal. 